# 金谷御前崎連絡道路
金谷御前崎連絡道路（かなやおまえざきれんらくどうろ）は、静岡県島田市から同県御前崎市に至る地域高規格道路である。

## 概要
1994年12月16日に計画路線に指定された。新東名高速道路島田金谷インターチェンジから重要港湾である御前崎港まで、国道1号、富士山静岡空港、東名高速道路相良牧之原インターチェンジを経過地として結ぶ延長約30 kmの道路である。国道現道の混雑解消や緊急車両の機動性向上といった沿線地域の住民生活の改善を目的に計画された。全線が完成4車線を予定しているが、暫定2車線で建設が進んでいる。

## 構成する道路

### 金谷相良道路
金谷相良道路（かなやさがらどうろ）は、静岡県島田市菊川から同県牧之原市東萩間に至るバイパス道路である。2008年（平成20年）にI期工区である菊川市倉沢（倉沢IC）から牧之原市東萩間（牧之原IC）までの延長5.3 kmが供用を開始し、国道1号交点となる島田市菊川からI期工区の起点である菊川市倉沢（倉沢IC）までの延長3.3 kmについて、II期工区として2011年（平成23年）に事業化され、2025年（令和7年）3月29日に供用を開始した。また、沢水加ICから八十原IC（仮称）までの延長約1.8 kmについて、III期工区として2023年（令和5年）に事業化された。

### 相良バイパス
相良バイパス（さがらバイパス）は、静岡県牧之原市東萩間から同市大沢に至る延長10.0 kmのバイパス道路である。2011年（平成23年）1月23日に全線開通した。また、その後の改良工事によって菅山ICおよび大沢ICの本線が立体交差化された。大沢IC交差点から大沢IC東交差点までの取付道路（約300m）によって国道473号現道に接続する。

### 南遠道路
南遠道路（なんえんどうろ）は、静岡県牧之原市大沢から同市堀野新田に至る延長7.1 kmのバイパス道路である。1997年（平成9年）度に事業化し、翌1998年（平成10年）度に着工した。都市計画道路南遠幹線の一部であり、国道150号の一部を構成する。牧之原市は片浜工区（牧之原市片浜 - 大沢IC間、4.0km）の早期着工の要望を出しているほか、地頭方ICのランプ延伸計画もある。

## インターチェンジなど
| 道路名       | 施設名                                                  | 接続路線名                                                  | 起点 から          | 備考                                                                | 所在地   |
| ------------ | ------------------------------------------------------- | ----------------------------------------------------------- | ------------------ | ------------------------------------------------------------------- | -------- |
| -            | 島田金谷IC                                              | E1A 新東名高速道路・ 国道473号現道                          |                    |                                                                     | 島田市   |
| 未事業化区間 |                                                         |                                                             |                    |                                                                     | 島田市   |
| 金谷相良道路 | 菊川IC                                                  | 国道1号島田金谷バイパス                                     | 0.0                |                                                                     | 島田市   |
| 金谷相良道路 | 倉沢IC                                                  | 国道473号現道（金谷駅・国道1号方面） 静岡県道73号細江金谷線 | 3.3                | 富士山静岡空港方面最寄IC                                            | 菊川市   |
| 金谷相良道路 | 六本松IC                                                | 国道473号現道・静岡県道79号吉田大東線                       |                    | 菊川市街・JR菊川駅方面最寄IC                                        |          |
| 金谷相良道路 | 沢水加IC                                                | 国道473号現道・静岡県道242号浜岡菊川線                      | 7.7                | 平面交差IC（沢水加IC東交差点）・ 東名菊川インターチェンジ方面最寄IC |          |
| 金谷相良道路 | 新牧之原IC                                              | E1 東名高速道路（相良牧之原IC）                             |                    | 事業中                                                              | 牧之原市 |
| 金谷相良道路 | 八十原IC                                                | 国道473号相良バイパス                                       |                    | 事業中                                                              | 牧之原市 |
| 相良バイパス | 牧之原IC                                                | E1 東名高速道路（相良牧之原IC）                             | 8.3                | 平面交差IC                                                          | 牧之原市 |
| 相良バイパス | 東萩間IC                                                | 牧之原市道                                                  |                    |                                                                     | 牧之原市 |
| 相良バイパス | 西萩間IC                                                | 国道473号現道                                               | 12.3               |                                                                     | 牧之原市 |
| 相良バイパス | 大寄IC                                                  | 牧之原市道                                                  |                    |                                                                     | 牧之原市 |
| 相良バイパス | 菅山IC                                                  | 国道473号現道                                               | 16.8               |                                                                     | 牧之原市 |
| 相良バイパス | 大沢IC                                                  | 国道473号現道                                               | 18.3               |                                                                     | 牧之原市 |
| 南遠道路     | 大沢IC                                                  | 国道473号現道                                               | 18.3               |                                                                     | 牧之原市 |
| 須々木IC     | 静岡県道239号相良浜岡線                                 | 21.5                                                        |                    |                                                                     | 牧之原市 |
| 笠名IC       | 静岡県道239号相良浜岡線                                 |                                                             | 大沢IC方面のみ接続 |                                                                     | 牧之原市 |
| 地頭方IC     | 国道150号現道（浜松方面） 臨港道路4号線（御前崎港方面） | 24.9                                                        | 平面交差IC         |                                                                     | 牧之原市 |

## 歴史
- 1993年（平成5年）7月 - 相良バイパス西萩間IC - 菅山IC間の4.5 km開通。
- 2003年（平成15年）3月24日 - 南遠道路須々木IC - 地頭方IC間の3.4km開通。
- 2007年（平成19年）11月26日 - 相良バイパス菅山IC - 大沢IC間の1.5 km、南遠道路大沢IC - 須々木IC間の3.2 kmがそれぞれ開通。
- 2008年（平成20年）12月25日 - 金谷相良道路倉沢IC - 沢水加IC間の4.4 km、沢水加IC - 牧之原IC間がそれぞれ開通。
- 2011年（平成23年）1月23日 - 相良バイパス牧之原IC - 西萩間IC間の4.0 kmを供用開始し、相良バイパス全線開通[7]。
- 2012年（平成24年）3月17日 - 相良バイパス菅山ICの本線（立体交差）部分0.7 kmが供用開始。
- 2012年（平成24年）8月5日 - 相良バイパス・南遠道路の非常駐車帯および大沢ICの本線（立体交差）部分0.7 kmを供用開始し、両道路が直結[11]。
- 2025年（令和7年）3月29日 - 金谷相良道路II期工区 菊川IC - 倉沢IC間の3.3 km開通[4]。

## 路線状況

### 主要構造物
- 菊の里大橋（菊川IC - 倉沢IC） - 600 m
- 菅山トンネル（大寄IC - 菅山IC） - 306 m